# Pomnik Tadeusza Kościuszki w Szydłowcu
Pomnik Tadeusza Kościuszki w Szydłowcu – najstarszy, zachowany w pierwotnym miejscu pomnik w Szydłowcu, znajdujący się w południowej części Rynku Wielkiego, w Skwerze Rynkowym.
Inicjatywa budowy pomnika narodziła się już 24 listopada 1918 roku, wnioskodawcą budowy był radny Czesław Antecki. Pomnik został wzniesiony w 1923 roku dzięki fundacji zarządu miasta i kosztował 30 mln marek polskich. Projekt posągu wykonał warszawski architekt - A. Karczewski. Autor projektu po odsłonięciu pomnika stwierdził, że jego projekt został: "Najokropniej wykoszlawiony".
Pomnik odrestaurowano w 2001 roku. Pod pomnikiem odbywają się uroczystości państwowe i patriotyczne.
Na kolumnie znajduje się płyta w kształcie rozciągniętego krzyża z napisem "Naczelnikowi Narodu Polskiemu Tadeuszowi Kościuszce Szydłowianie 1920 r.".